# Wynton Rufer
Wynton Rufer (ur. 29 grudnia 1962 w Wellington) – nowozelandzki piłkarz grający na pozycji napastnika.

## Początki kariery
W młodości grał podwórku przed domem ze starszym bratem Shane’em, również entuzjastą piłki nożnej. Już wtedy bez żadnych wątpliwości mówił, że swoją przyszłość w dużej mierze zwiąże z piłką nożną. Nic więc dziwnego, że już mając siedem lat rozpoczął treningi w lokalnym klubie piłkarskim, Wellington Diamond United. W pierwszej drużynie Diamond United popularny „Kiwi” zadebiutował w roku 1981, nie mając jeszcze ukończonych 19 lat.
Gra w Diamond United szła Ruferowi bardzo dobrze i już w kilka miesięcy po debiucie w tym zespole otrzymał wiele propozycji przejścia do klubów będących od lat na wyższym szczeblu niż obecny. „Kiwi” wybrał propozycję średniego klubu, jakim było Norwich City i był to bardzo zły wybór. Jak sam później przyznał było to jeszcze za wcześnie dla niego na wypłynięcie na otwarte wody. Już po sezonie wrócił do ojczyzny i zasilił szeregi Miramar Rangers. W tym klubie również zagrał ledwo sezon, lecz szło mu zdecydowanie lepiej. Występami w tym klubie „Kiwi” udowodnił, że nawet na takim krańcu świata jak Nowa Zelandia rodzą się niezwykle utalentowani piłkarze.

## Przełom w karierze Rufera
W 1982 roku nastąpił przełom w historii nowozelandzkiej piłki – po raz pierwszy w historii „All Whites” udało się awansować do Piłkarskich Finałów Mistrzostw Świata, a ogromny wkład w to miał sam Wynton. Na tym mundialu przegrali wszystkie z trzech meczów – kolejno z Brazylią, ZSRR i Szkocją. Jednak na hiszpańskim mundialu Wynton Rufer był jedynym zawodnikiem Nowej Zelandii, któremu nie można było nic zarzucić. Bramki nie strzelił, lecz jego kąśliwe strzały sprawiały wiele problemów golkiperom rywali, zaś jego efektowne rajdy i wspaniałe dryblingi doprowadzały do łez nawet najlepszych obrońców. Rufer nie był typem zawodnika, który mógłby wziąć na siebie całą grę i w pojedynkę wygrać mecz.
Znacznie później to właśnie Wynton Rufer został wybrany Najlepszym Piłkarzem XX Wieku na kontynencie australijskim. W latach 1995 i 1999 doznał wielkiego zaszczytu, a mianowicie został wybrany do popularnej w tamtym czasie Reprezentacji Świata FIFA jako reprezentant swojego kontynentu.
Występował również w reprezentacji Nowej Zelandii, zarówno juniorskiej, jak i seniorskiej. W juniorach zagrał zaledwie 10 spotkań, przy czym z „All Whites” już razy 39.
Jego talent nie pozostał niezauważony przez europejskich łowców talentów, choć raz już w Europie grał, raczej bez powodzenia. Tym razem wybrał centralną Europę, a konkretnie Szwajcarię, gdzie grał swego czasu jego ojciec. Sieci na niesamowicie utalentowanego Nowozelandczyka zarzucili Szwajcarzy z FC Zürich. Barwy tego klubu „Kiwi” zaczął reprezentować w roku 1983.

## Przygoda z sukcesami w Niemczech
W Zurychu Wynton spędził całkiem udany okres w swojej bogatej karierze. Jednak w roku 1987 postanowił zmienić otoczenie, lecz pozostał w Szwajcarii. Jego nowym pracodawcą był zespół FC Aarau. Tam „Kiwi” wytrzymał zaledwie sezon i na następny rok skorzystał w propozycji Grasshopper Club. W barwach „Koników Polnych” Wynton Rufer zdobył Puchar Szwajcarii w roku 1989. W tamtym okresie kibice zaczęli mówić na niego „Kiwi.” Po sezonie 1988/89 Wynton postanowił kompletnie zmienić otoczenie i postanowił przenieść się do Niemiec. Natychmiast zgłosił się po niego jeden z czołowych klubów Bundesligi – Werder Brema, gdzie przez sezonów gry rozegrał 174 mecze, strzelając 59 bramek. W Werderze poziom był znacznie wyższy niż w Szwajcarii, jednakowoż Rufer radził sobie nader dobrze.
Sam przyznał, że najwspanialszym momentem jego przygody w klubie z północnych Niemiec było zdobycie Pucharu Zdobywców Pucharów w 1992 roku. Jego zdaniem było to najlepsze spotkanie jakie rozegrał w karierze. Strzelił jedną bramkę, zaś drugą wypracował i Werder bez większych problemów pokonał AS Monaco 2-0. Jednak nie był to jedyny sukces „Kiwiego” w barwach Werderu. Z Wyntonem w składzie Bremeńczycy nie mieli sobie równych w Bundeslidze w roku 1993. Inne jego osiągnięcia to dwa Puchary Niemiec w latach 1991 i 1994 oraz dwa Superpuchary Niemiec w latach 1994 i 1995. W tamtym okresie był drugim najlepszym strzelcem ligi niemieckiej.
Na początku lat 90. trenerem Werderu był słynny Otto Rehhagel, zaś oprócz Wyntona Rufera prym w zespole wiedli tacy znakomici piłkarze jak Klaus Allofs, Bode Frame, Frank Neubarth, Mirko Votava, znany z epizodu w łódzkim Widzewie Uli Borowka czy Oliver Reck.
Po pełnym sukcesów etapie kariery w Bremie, „Kiwi” zdecydował, że przyszedł czas na zmiany. Postanowił zagrać w Japonii. Na jeden sezon wzmocnił siłę ofensywną średniaka J-League JEF United Ichihara. Jednak niedługo zatęsknił za Niemcami i w sezonie 1996/97 dołączył do składu 1. FC Kaiserslautern, który wtedy występował w 2. Bundeslidze. Rufer w barwach tego klubu rozegrał 14 spotkań i strzelił 4 bramki, co jak na napastnika nie było zbyt dobrym wynikiem, jednak Kaiserslautern awansowało do 1. Bundesligi, jednak tam „Kiwi” już nie zagrał.
Na ostatnie lata kariery Wynton Rufer postanowił powrócić do Nowej Zelandii. Tam od razu zwerbował go zespół New Zealand Knights FC, pierwsza nowozelandzka drużyna, która grała w lidze Australii. W latach 1999–2002 „Kiwi” był grającym trenerem tego zespołu.